# Otto III. (Brandenburg)
Otto III., genannt der Fromme (* 1215; † 9. Oktober 1267 in Brandenburg an der Havel) war an der Seite seines Bruders Johann I. seit 1225 Mitzeichner in Urkunden, erhielt 1231 die Eventualbelehnung und war seit 1233 Mitregent, mit eigenem Siegel, der Mark Brandenburg. Von 1266 bis zu seinem Tod 1267 war er alleinregierender Markgraf.
Die Regierungszeit der beiden askanischen Markgrafen war gekennzeichnet durch den weiträumigen Landesausbau nach Osten, der die letzten Teile des Teltow und des Barnims, die Uckermark, das Land Stargard, das Land Lebus und erste Teile östlich der Oder in der Neumark einbezog. Die innenpolitische Bedeutung und Stellung der Mark Brandenburg im Heiligen Römischen Reich konnten sie nachhaltig festigen, was unter anderem darin zum Ausdruck kam, dass Otto 1256 Kandidat für die Besetzung des Königsthrons im Reich war. Zudem gründeten sie verschiedene Städte und machten sich besonders um die Entwicklung der beiden Berliner Gründungsstädte Cölln und Berlin verdient. Die benachbarte askanische Burg in Spandau bauten sie zu ihrer bevorzugten Residenz aus.
Noch vor ihrem Ableben teilten sie die Mark im Zuge einer pragmatischen Erbregelungen in eine Ottonische und Johanneische Linie. Sie stifteten 1258 unter dem Namen Mariensee das Zisterzienserkloster Chorin, da die traditionelle askanische Grablege Kloster Lehnin bei der Ottonischen Linie verblieb. Nach dem Aussterben der Ottonier 1317 kamen alle Landesteile unter Markgraf Waldemar wieder zusammen.

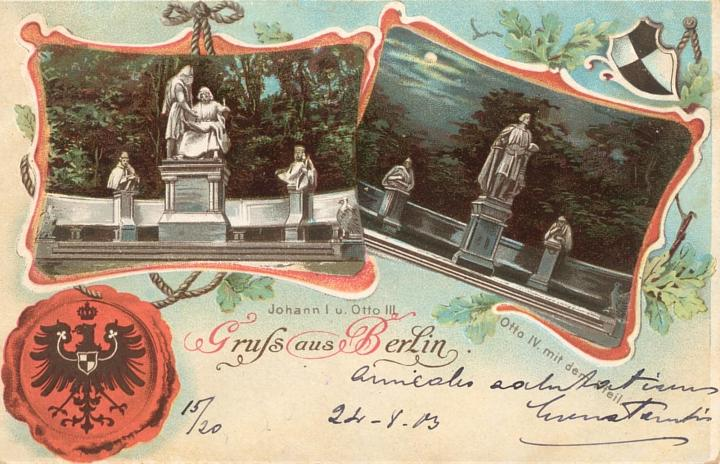
Postkarte von 1903: Siegesallee in Berlin mit zwei Denkmalgruppen. Links die Gruppe mit dem Doppelstandbild für die Markgrafen Johann I. und Otto III. Die Nebenfigur links zeigt den Propst Simeon von Cölln, die Figur rechts Marsilius. Bildhauer: Max Baumbach (Rechte Gruppe: Markgraf Otto IV.)

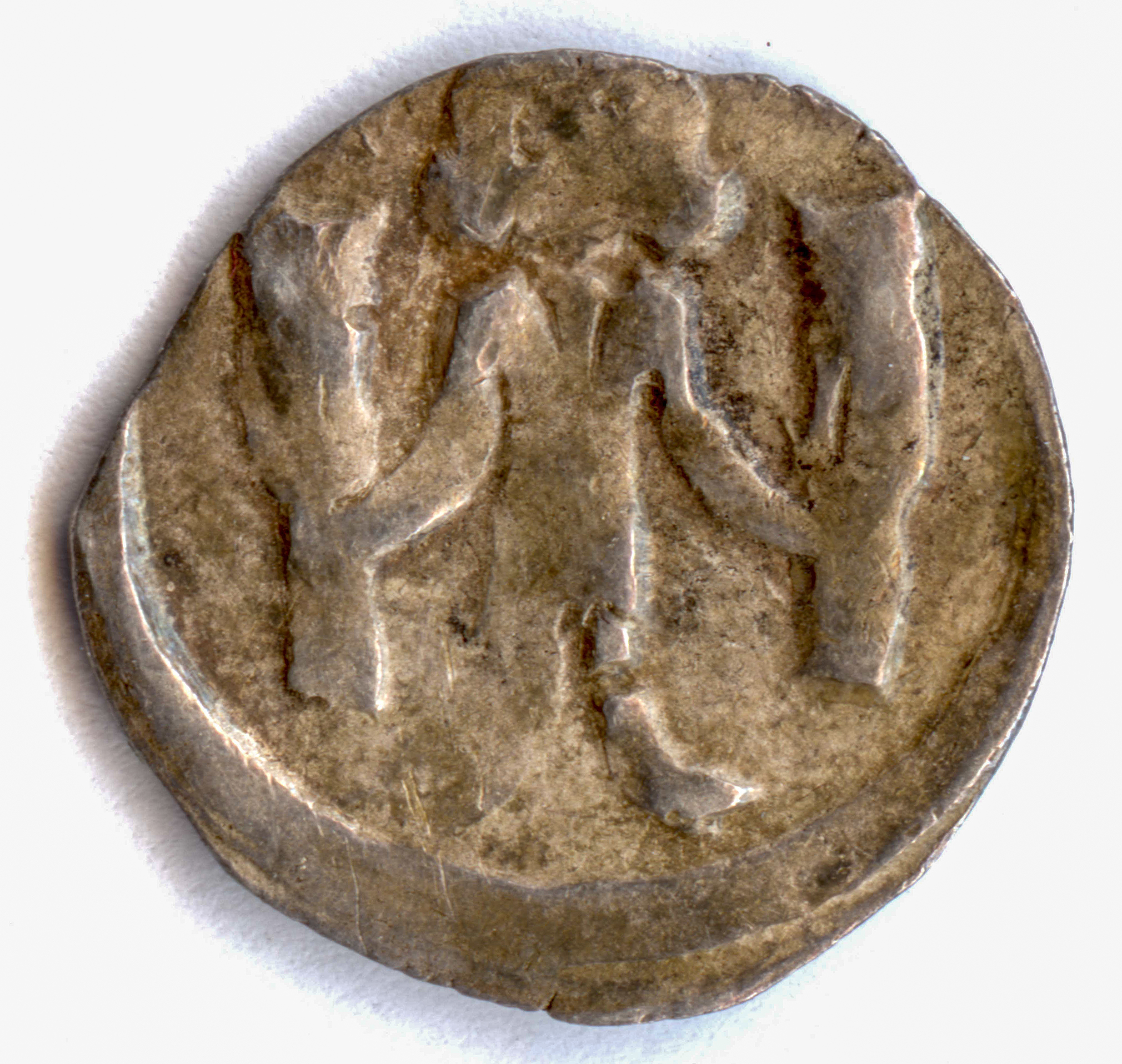
Silberdenar der Kurfürsten Johann I. und Otto III. von etwa 1250, dargestellt ist ein Kurfürst mit zwei Bäumchen

## Leben

### Zeit der Vormundschaft
Otto war der jüngere Sohn Albrechts II. aus dem Geschlecht der Askanier und der Mathilde (Mechthild) von der Lausitz, Tochter Graf Konrads II. von Groitzsch, aus einem Nebenzweig der Wettiner.
Da sowohl Otto als auch sein zwei Jahre älterer Bruder Johann beim Tod des Vaters im Jahr 1220 unmündig waren, übertrug Kaiser Friedrich II. die ihm zufallende Lehnsvormundschaft dem Erzbischof Albrecht I. von Magdeburg; die Vormundschaft übte Graf Heinrich I. von Anhalt, der ältere Bruder Herzog Albrechts I. von Sachsen und Vetter Albrechts II. aus. Als Söhne Herzog Bernhards von Sachsen waren beide die nächsten Verwandten väterlicherseits, wobei Heinrich die älteren Rechte hatte.

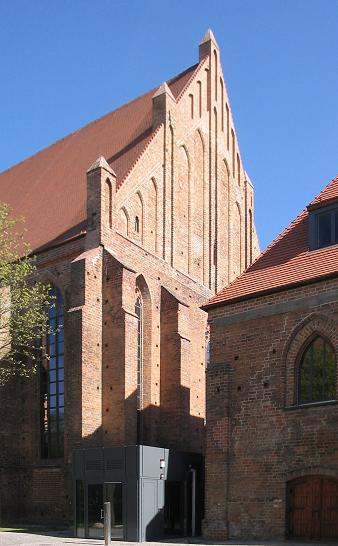
Areal der ursprünglichen Residenz der beiden Markgrafen und Sterbeort Ottos III.: das spätere Kloster St. Pauli in Brandenburg an der Havel

1221 kaufte die Mutter, Gräfin Mathilde, dem Magdeburger Erzbischof die Lehnsvormundschaft gegen 1900 Mark Magdeburger Silbers ab und regierte anschließend gemeinsam mit Heinrich I. an ihrer Söhne statt. Als der Magdeburger Erzbischof bald darauf zu Kaiser Friedrich II. nach Italien reiste, versuchte Sachsenherzog Albrecht, sich die Lage zunutze zu machen, was zu einem Zerwürfnis mit seinem Bruder Heinrich I. führte. Die sächsischen Übergriffe veranlassten Mechthilds Schwager, Graf Heinrich I. von Braunschweig-Lüneburg, sich einzumischen. Eine Fehde verhinderte Friedrich II., der die fürstlichen Brüder aufforderte, Frieden zu halten.
Wahrscheinlich seit dem Tod ihrer Mutter im Jahre 1225 übten die Brüder die Lehnsherrschaft über die Mark Brandenburg gemeinsam aus; sie waren zu diesem Zeitpunkt vermutlich im Alter von zwölf (Johann I.) und zehn (Otto III.) Jahren. 1231 sollen sie in der Neustadt Brandenburg die Schwertleite erhalten haben – dieses Jahr wird als offizieller Beginn ihrer Regierungszeit gewertet.

### Innenpolitik
Nach dem Tod Graf Heinrichs von Braunschweig-Lüneburg (1227) unterstützten die Brüder dessen Neffen, ihren Schwager Otto das Kind, der sich gegen staufische Ansprüche und die eigenen Ministerialen nur mit Waffengewalt durchsetzen konnte.
1229 kam es zu einer Fehde mit dem früheren Lehnsvormund Erzbischof Albrecht. Wie ihre früheren Widersacher und Verteidiger erschienen sie 1235 auf dem Reichstag zu Mainz, auf dem der Mainzer Landfrieden verkündet wurde.
Nach den Auseinandersetzungen um die Königsherrschaft Konrads IV. und Heinrich Raspes erklärten die beiden Markgrafen 1251 König Wilhelm von Holland ihre Anerkennung; 1257 übten sie bei der Wahl Alfons X. von Kastilien erstmals das brandenburgische Kurrecht aus. 1256 war Otto III. einer der Anwärter auf die Königswürde. Zwar wurde er nicht König, doch drückt die Kandidatur die gewachsene innenpolitische Bedeutung aus, die die 1157 von Albrecht dem Bären gegründete Mark unter der Regentschaft der Brüder gewonnen hatte. War die Mark in den ersten Jahren als eigenständiges Fürstentum kaum wahrgenommen worden, erhielt sie in den 1230er/1240er Jahren endgültig das Reichskämmereramt. Die Beteiligung der Markgrafen an der Wahl des deutschen Reichsoberhauptes galt seit Mitte des 13. Jahrhunderts als unverzichtbar.

### Landesausbau
Gemeinsam mit seinem Bruder erweiterte Otto das Gebiet der Markgrafschaft und baute Marktflecken oder Burgstandorte wie Spandau, Cölln, Berlin, Frankfurt/Oder und Prenzlau zu zentralen Orten oder Städten aus.

#### Teltow-Krieg und Vertrag von Landin

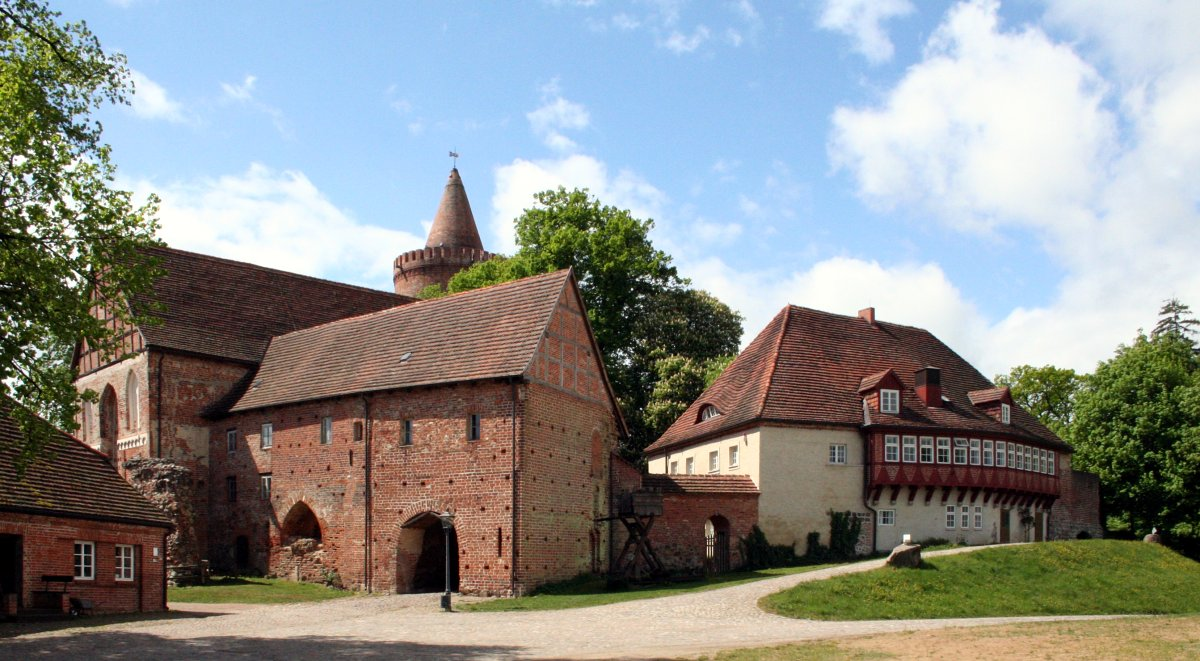
Sicherung des Nordens: Burg Stargard, Grundsteinlegung 1236

Die letzten Teile des Barnims und die südliche Uckermark bis zur Welse kamen 1230/1245 zur Mark Brandenburg. Am 20. Juni 1236 erwarben die beiden Markgrafen im Vertrag von Kremmen das Land Stargard nebst Beseritz und Wustrow von Herzog Wartislaw III. von Pommern. Noch im gleichen Jahr 1236 ließen die Askanier zur Sicherung ihrer nördlichsten Landesteile mit dem Bau der Burg Stargard beginnen.
Obwohl dicht bei Berlin-Cölln gelegen und heute Berliner Stadtteil, gelangte der ehemalige Hauptsitz der Sprewanen, die slawische Burg Köpenick (Copnic = Inselort) am Zusammenfluss von Spree und Dahme, erst 1245 nach einem siebenjährigen Entscheidungskampf um den Barnim und den Teltow gegen die Meißner Wettiner unter die askanische Herrschaft. Nach diesem Teltow-Krieg war auch die wettinische Festung Mittenwalde im Besitz der Markgrafen, die ihre Herrschaft in der Folge konsequent weiter nach Osten ausbauten. 1249 erreichte der askanische Besitz mit Teilen des Landes Lebus die Oder.

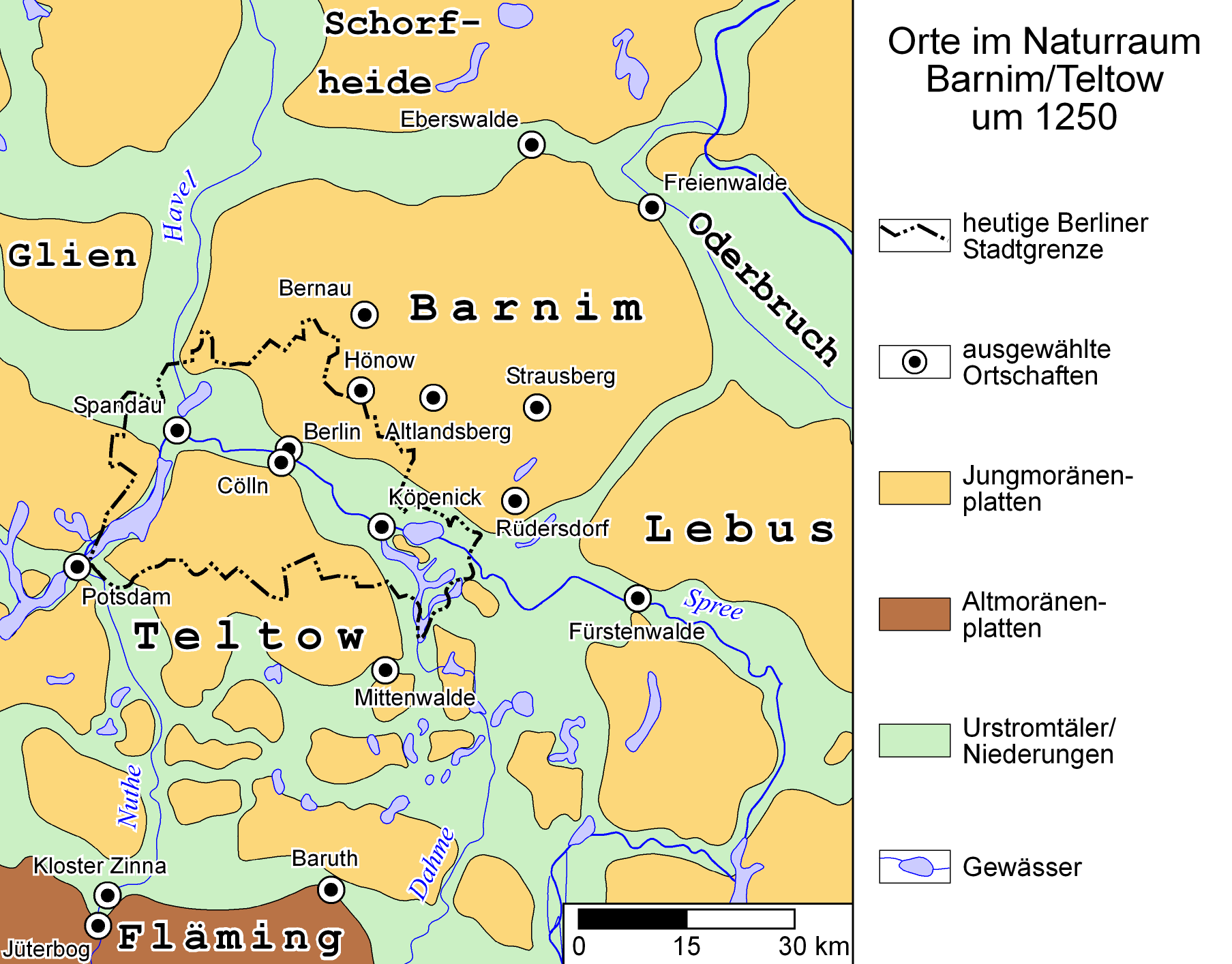
Orte auf dem Teltow und Barnim um 1250

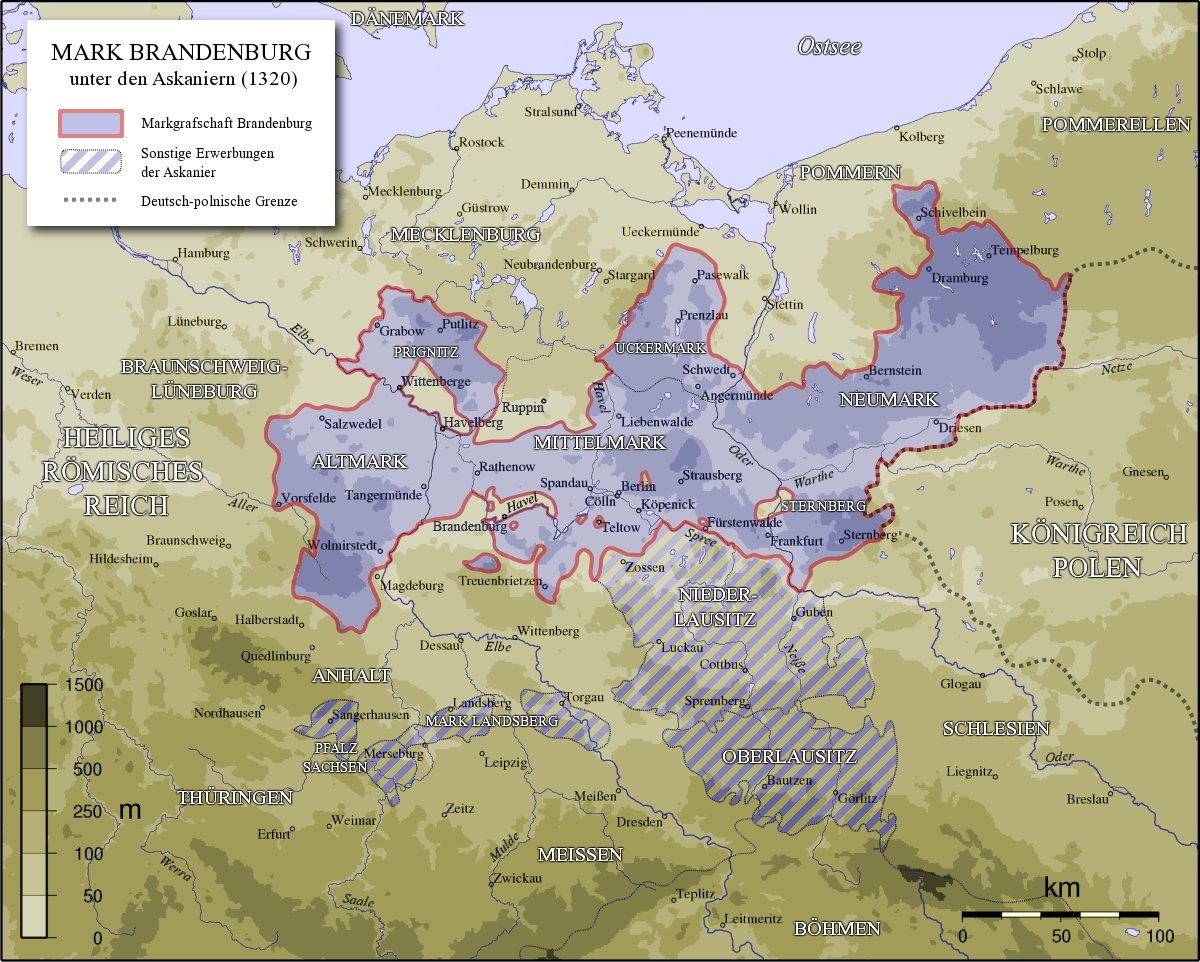
Die askanische Mark Brandenburg um 1320

Als 1250 die Pommernherzöge im Vertrag von Landin die nördliche Uckermark (Terra uckra) bis zur Welse, Randow und Löcknitz im Tauschgeschäft gegen das halbe Land Wolgast an die Askanier abgetreten hatten, hatten Otto III. und Johann I. endgültig die Grundlage für die deutsche Besiedelung der Terra trans Oderam geschaffen. Bei diesem Tausch kam ihnen die Heiratspolitik zugute, denn Johanns erste Frau Sophia, die Tochter König Waldemars II. von Dänemark, hatte 1230 halb Wolgast als Mitgift in die Ehe gebracht. Der Vertrag von Landin aus dem Jahr 1250 gilt als Geburtsstunde der Uckermark.

#### Neumark und Stabilisierungspolitik
Durch Landerwerb überschritten die Brüder die Oder und bauten ihren Herrschaftsbereich weiter nach Osten bis zum Fluss Drage und nach Norden bis zum Fluss Persante aus. 1257 gründete Johann I. rund 80 Kilometer nordöstlich von Frankfurt/Oder die Stadt Landsberg an der Warthe als Bollwerk gegen die nahe gelegene polnische Grenzfestung Zantoch. 1261 kauften die Markgrafen vom Templerorden die Stadt Soldin, die sich zum Machtzentrum der Neumark entwickelte.
Zur Stabilisierung der neuen Landesteile griffen die beiden Markgrafen auf das bewährte askanische Mittel von Klostergründungen und Besiedlungen zurück. Bereits um 1230 hatten sie die Gründung des Zisterzienser Klosters Paradies durch den polnischen Grafen Nicolaus Bronisius in der Nähe von Międzyrzecz (Meseritz) als Filiation von Lehnin unterstützt. Die Verbindung mit dem polnischen Grafen diente der Grenzsicherung gegen Pommern und bereitete die Übernahme dieses Neumarkteils wirtschaftlich vor. Als Siedler kam beispielsweise das später adlige Geschlecht Sydow in die neue Mark. Im Westen der heutigen polnischen Woiwodschaft Westpommern belehnten sie die Adelsfamilie von Jagow mit der Kleinstadt Zehden.
Den Landesausbau und das Drängen der Askanier zur Ostsee, mittleren Oder und Uckermark resümiert Stefan Warnatsch wie folgt: „Der große Erfolg des Herrschaftsausbaus im 13. Jahrhundert war vor allem das Verdienst der Urenkel Albrecht des Bären […]. Sie griffen in ihrer Herrschaftskonzeption räumlich und konzeptionell deutlich weiter als ihre Vorgänger.“ Laut Lutz Partenheimer „hatten die Askanier [um 1250] ihre magdeburgischen, wettinischen, mecklenburgischen, pommerschen, polnischen und kleineren Konkurrenten an allen Fronten zurückgedrängt.“ Allerdings konnten Johann I. und Otto III. die strategisch wichtige Verbindung zur Ostsee, die sie unter Umgehung Pommerns entlang der Oder und später durch die Neumark erreichen wollten, nicht herstellen.

### Entwicklung des Berliner Raums
Die Entwicklung des Berliner Raums ist eng mit der Politik der beiden Markgrafen verbunden. Während
die beiden Gründungsstädte Berlins (Cölln und Berlin) relativ späte Gründungen aus der Zeit um 1230/1240 (neuere Analysen 1175/1200, s. u.) sind, bestanden die heutigen Berliner Teile Spandau und Köpenick bereits zu slawischer Zeit und hatten eine erheblich größere strategische und politische Bedeutung als die Handelsorte Berlin und Cölln. Die Grenze zwischen der Mark und dem Slawenstamm der Sprewanen verlief lange mitten durch das heutige Berlin. Spandau war als östlicher Vorposten der Heveller unter Pribislaw-Heinrich bereits um 1130 in die Mark eingebunden, während Köpenick erst 1245 hinzukam.

#### Residenz Spandau

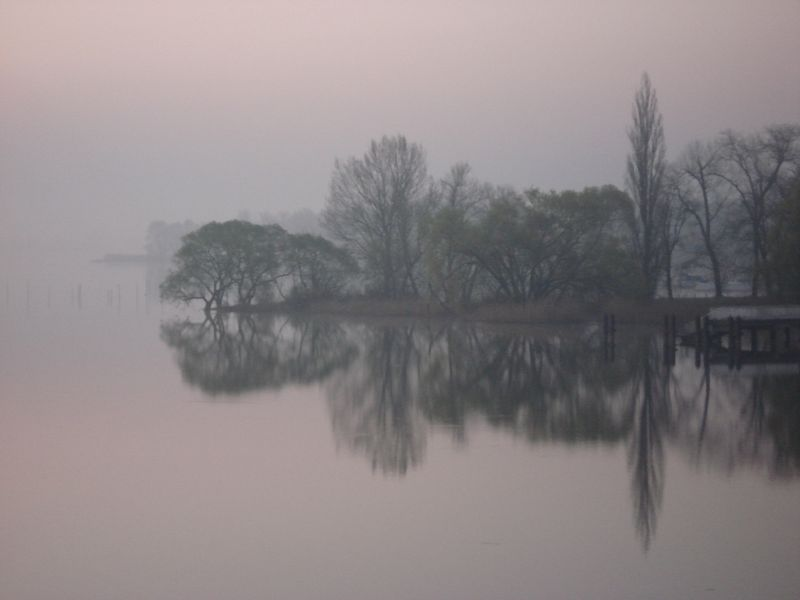
Plauer See, Schauplatz der verlorenen Schlacht 1229

Nach einer Schlacht am Plauer See in der Nähe ihrer Residenz Brandenburg an der Havel, die sie 1229 gegen Truppen des Magdeburger Erzbischofs, ihren früheren Lehnsvormund, verloren hatten, mussten die Markgrafen in ihre Spandauer Burg flüchten, da sich die Brandenburger wegen der unmittelbar nachsetzenden Magdeburger weigerten, die Stadttore zu öffnen. In der Folgezeit machten die Brüder Spandau – neben Tangermünde in der Altmark – zu ihrer bevorzugten Residenz. So sind zwischen 1232 und 1266 allein siebzehn bezeugte Aufenthalte in Spandau nachweisbar, mehr als an jedem anderen Ort.
Sehr wahrscheinlich hatte bereits Albrecht der Bär noch vor oder kurz nach seinem Sieg gegen Jaxa (wahrscheinlich Jaxa von Köpenick) im Jahr 1157 die slawische Anlage auf der Burgwallinsel zur Grenzsicherung nach Osten ausbauen lassen. Gegen Ende des Jahrhunderts verlegten die Askanier vermutlich wegen des steigenden Grundwasserspiegels ihre Festung rund einen Kilometer nördlich in den Bereich der heutigen Zitadelle Spandau. Für 1197 kann der Nachweis einer askanischen Burg als gesichert gelten. Otto III. und sein Bruder bauten die Anlage aus und förderten die civitas (Stadtrechte spätestens seit 1232) mit vielen Maßnahmen, unter anderem durch die reich ausgestattete Stiftung des Nonnenklosters der Benediktiner St. Marien im Jahr 1239. Die Nonnendammallee, eine der ältesten Berliner Straßen und als Nonnendamm bereits im 13. Jahrhundert Teil einer Handelsstraße, erinnert an das Kloster.

#### Ausbau Cöllns und Berlins
Für die Gebiete der benachbarten und durch die Spree getrennten Orte Berlin und Cölln ergibt sich nach gegenwärtigem Forschungsstand entgegen anderslautenden Darstellungen nicht der geringste Hinweis auf eine stadtartige slawische Siedlung. Erst in der slawisch-deutschen Übergangszeit gewann die Berliner Furt durch das weitgehend sumpfige Berliner Urstromtal an Bedeutung, als Otto III. und Johann I. die bis dahin im Berliner Bereich dünnbesiedelten Hochflächen Teltow und Barnim mit Slawen aus der Umgebung und deutschen Zuwanderern aufsiedelten.

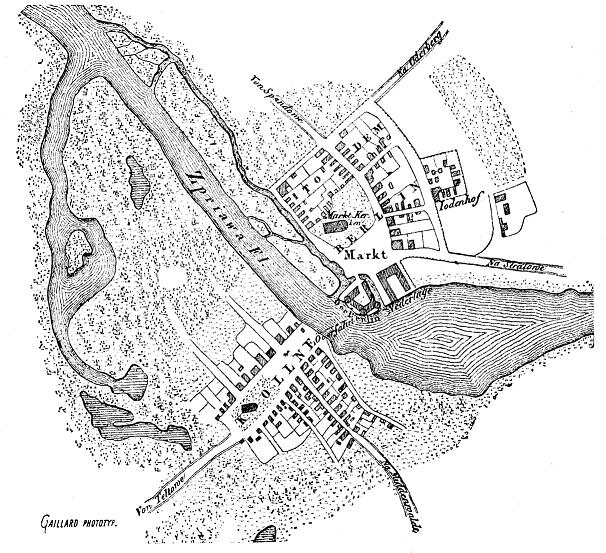
Berlin und Cölln etwa um 1230

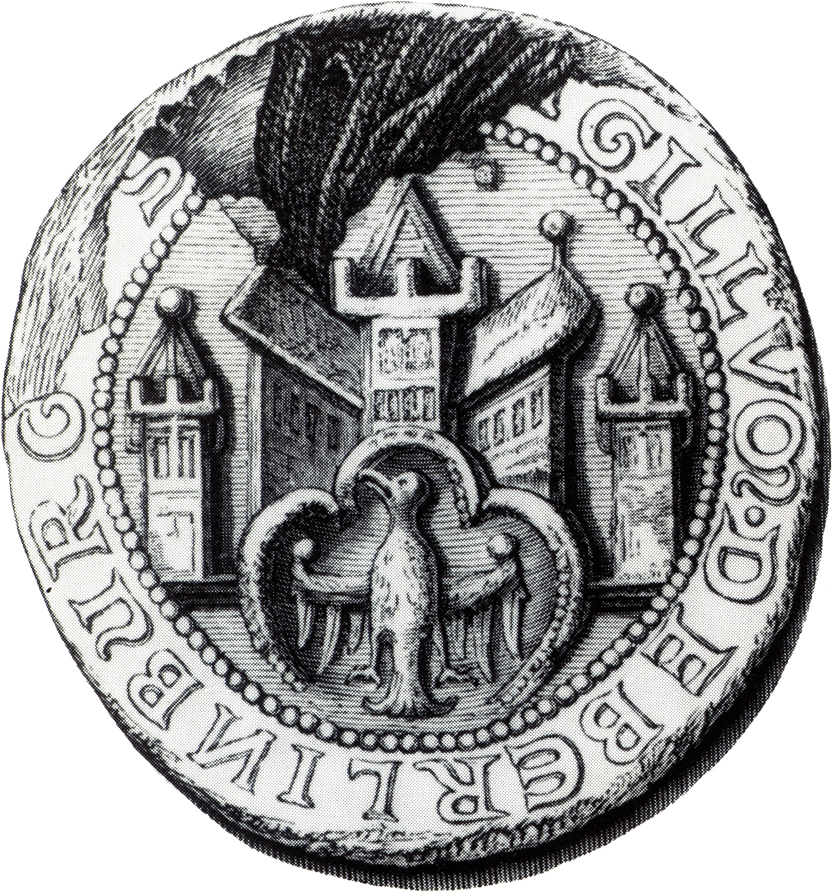
Das älteste Siegel Berlins von 1253 mit dem askanischen Adler

Laut Adriaan von Müller lag die strategische Bedeutung von Cölln und Berlin und der Grund für die Gründungen sehr wahrscheinlich darin, einen Gegenpol zum wettinischen Handelsknotenpunkt Köpenick mit eigenen Handelswegen nach Norden und Osten zu bilden und zu sichern. Die breite Furt über zwei oder sogar drei Flussarme hinweg konnte vermutlich mit zwei befestigten Nachbardörfern am besten geschützt werden. Den nordwestlichen Teltow sicherten die Markgrafen, unterstützt vom Templerorden, durch Dörfer wie Marienfelde, dem später eine Dörferkette mit den heutigen Berliner Ortsteilen Mariendorf, Rixdorf und Tempelhof folgte. Nachdem 1245 im „Teltow-Krieg“ die Wettiner besiegt und Köpenick askanisch geworden war, ging die Bedeutung Köpenicks kontinuierlich zurück, während Berlin und Cölln eine zunehmend zentrale Position im Handelsgeflecht der neuen Räume einnahmen.
Für Winfried Schich ist weitgehend gesichert, „dass Berlin und Cölln ihre Entwicklung als städtische Siedlungen erst den Strukturveränderungen in diesem Raum in der Zeit des hochmittelalterlichen Landesausbaus verdankten, der einerseits zu einer Verdichtung der ländlichen Besiedlung führte und andererseits eine Neuordnung der Fernhandelswege zur Folge hatte. […] Während der Regierungszeit der Markgrafen Johann I. und Otto III. […/wurden] auch die dilluvialen Hochflächen des Teltow und Barnim mit ihren schweren und vergleichsweise fruchtbaren Böden planmäßig aufgesiedelt und unter den Pflug genommen.“ In der ersten Siedlungsphase waren hingegen eher die Bereiche der Niederungen und Gewässer mit ihren leichteren Böden bevorzugte Niederlassungsorte gewesen.
Laut der Chronica Marchionum Brandenburgensium aus dem Jahr 1280 hatten Otto III. und Johann I. Berlin und andere Orte erbaut (exstruxerunt). Da sie 1225 ihr Markgrafenamt angetreten hatten, gilt seither die Zeit um 1230 als Gründungsperiode Berlins (in stadtrechtlicher Hinsicht). Jüngere archäologische Forschungen konnten für beide Berliner Kernteile Siedlungsspuren eines vermutlichen Marktfleckens bereits für den Ausgang des 12. Jahrhunderts nachweisen. Nach der Freilegung von 90 Gräbern am ältesten Berliner Bauwerk, der Nikolaikirche mit Grundmauern von 1220/30, gibt es Datierungen auch auf das letzte Viertel des 12. Jahrhunderts. Die beiden Markgrafen können somit nicht als Gründungsväter Berlins gelten, hatten aber am Ausbau der Stadt entscheidenden Anteil und privilegierten den Ausbau (extructio loci) durch Stadtrechtsverleihung spätestens um 1240.
Dazu gehörte neben der Übertragung des Brandenburger Rechts (u. a. Zollfreiheiten, freie Ausübung von Handel und Gewerbe, erbliches Grundbesitzrecht) vor allem das von den beiden Markgrafen ausgestellte Privileg der Niederlage zugunsten der Doppelstadt, das entscheidend dazu beitrug, dass sich Berlin-Cölln wirtschaftlich gegenüber den Städten Spandau und Köpenick durchsetzen konnte. Dazu zählten Maßnahmen wie die Überschreibung der Mirica, der Cöllnischen Heide, mit allen Nutzungsrechten an die Bürger von Cölln durch Otto III. Die Verbindung der Markgrafen zu Berlin drückt sich nicht zuletzt in der Wahl ihres Beichtvaters Hermann von Langele aus. Hermann war das erste namentlich bekannte Mitglied des Berliner Franziskanerkonvents und erscheint in einer 1257 von den Markgrafen in Spandau ausgestellten Urkunde als Zeuge.

### Der Tod Ottos
Am 9. Oktober 1267 starb Otto III. in seiner Brandenburger Residenz. Obwohl die traditionelle askanische Grablege Lehnin bei der ottonischen Linie blieb, ließ er sich aufgrund seiner Vorliebe für die Dominikaner in der Kirche des Strausberger Dominikanerklosters beisetzen, das er 1252 gestiftet hatte. Die Askanier hatten Lehnin seit dem Interregnum der Mutter, die dem Kloster in der Zauche wahrscheinlich nicht sehr nahestand, hinsichtlich Schenkungen und Zuwendungen eine Zeit lang vernachlässigt.

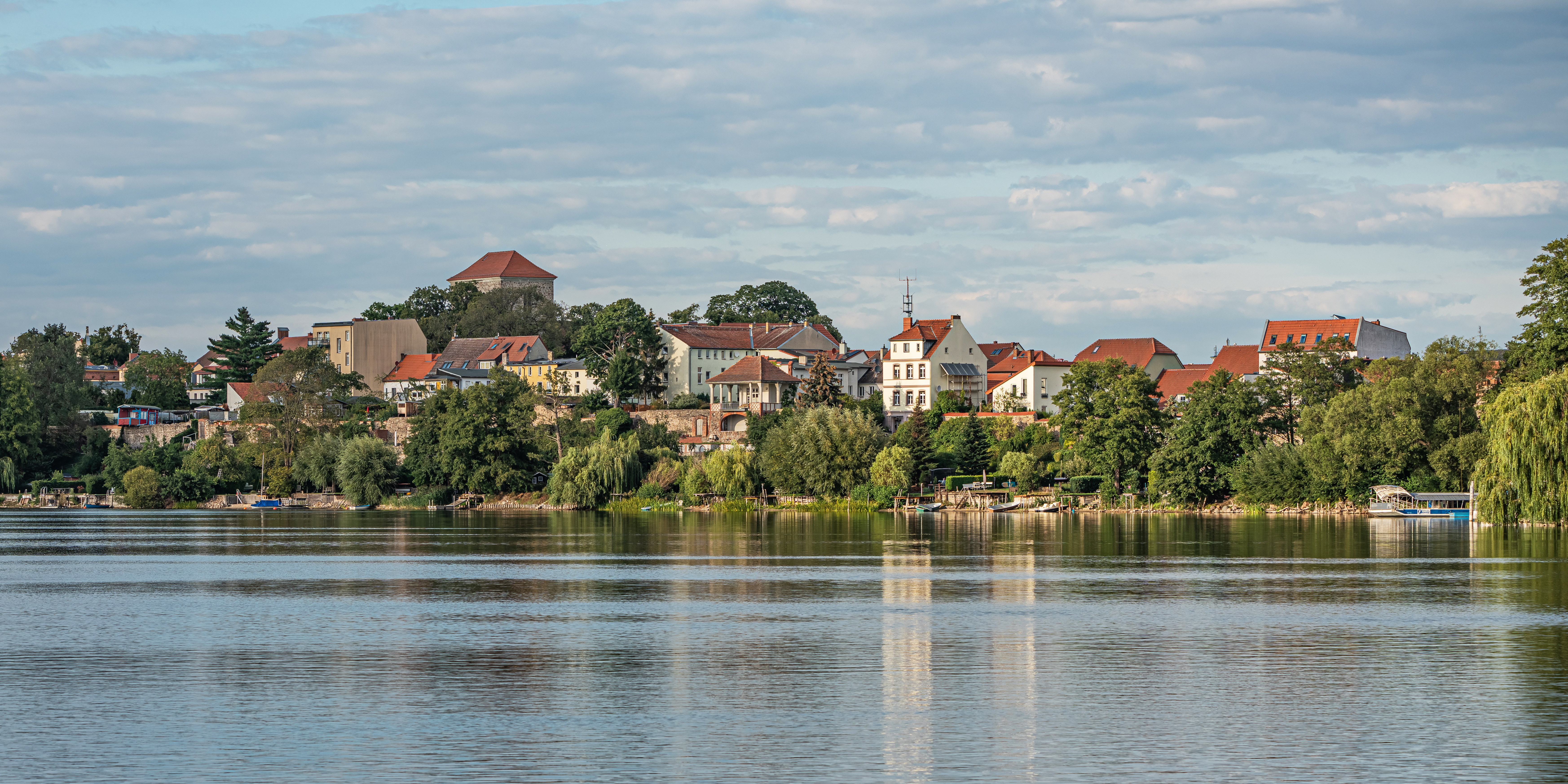
Begräbnisort Otto III.: Strausberg mit dem Straussee

Der Historiker Otto Tschirch führt zum Tod Ottos aus: „[…] Otto III. scheint nach dem Eingehen der landesherrlichen Burg auf der Dominsel mit Vorliebe auf dem markgräflichen Hofe in der Neustadt sich aufgehalten zu haben, der an der Stelle des späteren Pauliklosters lag. Hier hat er auch sein Ende gefunden, einige Monate nach dem etwas älteren Bruder Johann, der in der zweiten Hälfte des Jahres 1266 gestorben war. Nachdem er noch am Morgen die sonntägliche Messe besucht hatte, verschied er in Gegenwart zahlreicher Dominikanermönche, für die er eine besondere Vorliebe hatte. Daher ist dieser Hof später diesem Orden geschenkt und an seiner Stelle ein Kloster der Predigermönche erbaut worden. Sein Leichnam wurde von seiner Gemahlin, der Böhmin Beatrix, und seinen beiden älteren Söhnen Johann (III.) und Otto (V.) nach Strausberg überführt, wo er im Chor der dortigen, von ihm gegründeten Dominikanerkirche seinem Wunsche gemäß feierlichst bestattet wurde.“

## Erbteilung und Nachkommen
Im Jahr 1258 hatten Otto III. und Johann I. die gemeinsame Herrschaft im Zuge der Neuordnung der askanischen Familienverhältnisse beendet. Eine kluge Aufteilung der Herrschaftsgebiete und weiterhin einvernehmliche Politik verhinderte ein Auseinanderfallen der Markgrafschaft. Die Vorbereitungen zur Neuordnung hatten wahrscheinlich bereits 1250 nach dem endgültigen Erwerb der Uckermark begonnen, spätestens aber 1255 nach der Vermählung Johann I. mit Jutta (Brigitte), einer Tochter des Herzogs Albrecht I. von Sachsen-Wittenberg.

### Ottonische und Johanneische Linie

#### Kloster Chorin – Grablege und Machtpolitik

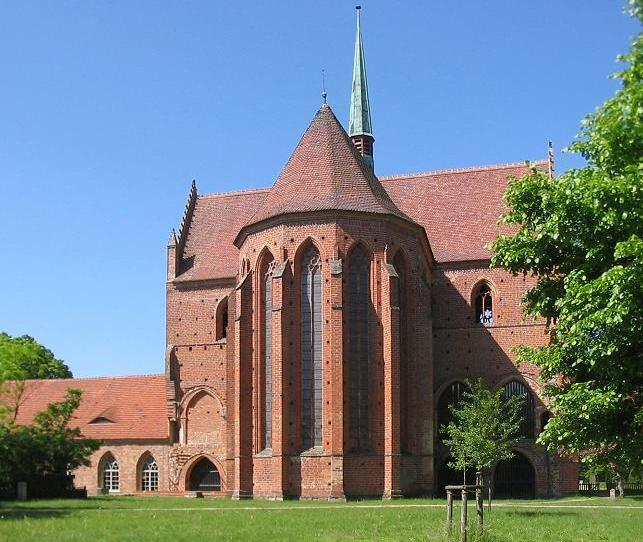
Kloster Chorin, hoher Chor der Kirche

Die Heiratspolitik und 1258 vollzogene Aufteilung der Landesherrschaft führte zur gemeinsamen Stiftung des Klosters Mariensee auf einer Insel im Parsteiner See am nordöstlichen Rand des heutigen Landkreises Barnim für die johanneische Linie, da Lehnin bei der ottonischen Linie verbleiben sollte. Der neue Klosterbau begann 1258 durch Mönche aus Lehnin. Noch vor der Fertigstellung erfolgte 1273 die Verlegung um rund 10 Kilometer nach Südwesten mit dem neuen Namen Kloster Chorin.
Wie bei allen askanischen Klostergründungen spielten neben den seelsorgerischen Aspekten auch bei Chorin wirtschaftspolitische und machtpolitische Erwägungen eine wichtige Rolle. Denn westlich des Klosters befand sich auf der Insel im Parsteiner See ein slawischer Ringwall, den Johann I. und sein Bruder sehr wahrscheinlich als Turmburg gegen die pommerschen Konkurrenten nutzten. Das Kloster sollte Mittelpunkts- und Herrschaftsfunktionen übernehmen. „Sowohl die Gründung an sich als auch deren Lage in einem alten Regional-Zentrum ‚quer‘ zu den Verkehrsrouten […] in besiedeltem Landstrich sind landesherrlich-machtpolitisches Kalkül.“
- Zu den wirtschaftspolitischen Gesichtspunkten der askanischen Klostergründungen siehe ausführlich: Kloster Lehnin

#### Landesteilung
Die Landesaufteilung sprach Otto und seinen Nachkommen die Residenzen Brandenburg/Spandau und Salzwedel sowie unter anderem den Barnim, das Land Lebus und das Land Stargard zu, während sein Bruder Johann in Stendal residierte und neben der Altmark, die als Wiege Brandenburgs bis 1806 zur Mark gehörte, das Havelland und die Uckermark regierte. Die Einkünfte und die Zahl der Vasallen stand bei dieser Aufteilung im Vordergrund, während geographische Gesichtspunkte nur eine untergeordnete Rolle spielten. Die Söhne und Enkel Ottos führten zwar den Titel Markgraf und beurkundeten in dieser Funktion verschiedene Geschäfte, blieben jedoch „Mitregenten“, während die Nachfolger Ottos III. und Johanns I. als Markgrafen von Brandenburg Otto IV. (mit dem Pfeil), Waldemar (der Große) und Heinrich II. (das Kind) sämtlich der johanneischen Linie entstammten.
1317 endete die ottonische Linie mit dem Tod Markgraf Ludwigs in Spandau, sodass der letzte große askanische Markgraf Waldemar beide Linien im gleichen Jahr wieder zusammenführte. Nur drei Jahre später war auch die johanneische Linie ausgestorben und 1320 die askanische Herrschaft in Brandenburg beendet. Noch 1290 hatten sich 19 Markgrafen beider Linien auf einem Berg bei Rathenow versammelt, 1318 lebten nur noch Waldemar und Heinrich das Kind. Der letzte Askanier in Brandenburg, Heinrich II. das Kind († 1320), spielte in seinen beiden „Regierungsjahren“ als Elfjähriger 1319/1320 nur noch eine unbedeutende Rolle und wurde bereits zum Spielball der Interessen verschiedener Häuser, die in das Machtvakuum vorstießen.

### Familie und Nachkommen

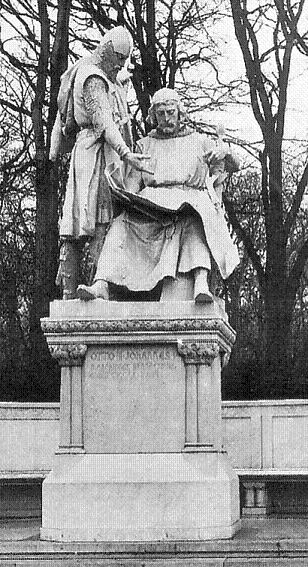
Doppelstandbild von Otto III. und Johann I., genannt „die Städtegründer“, in der Siegesallee

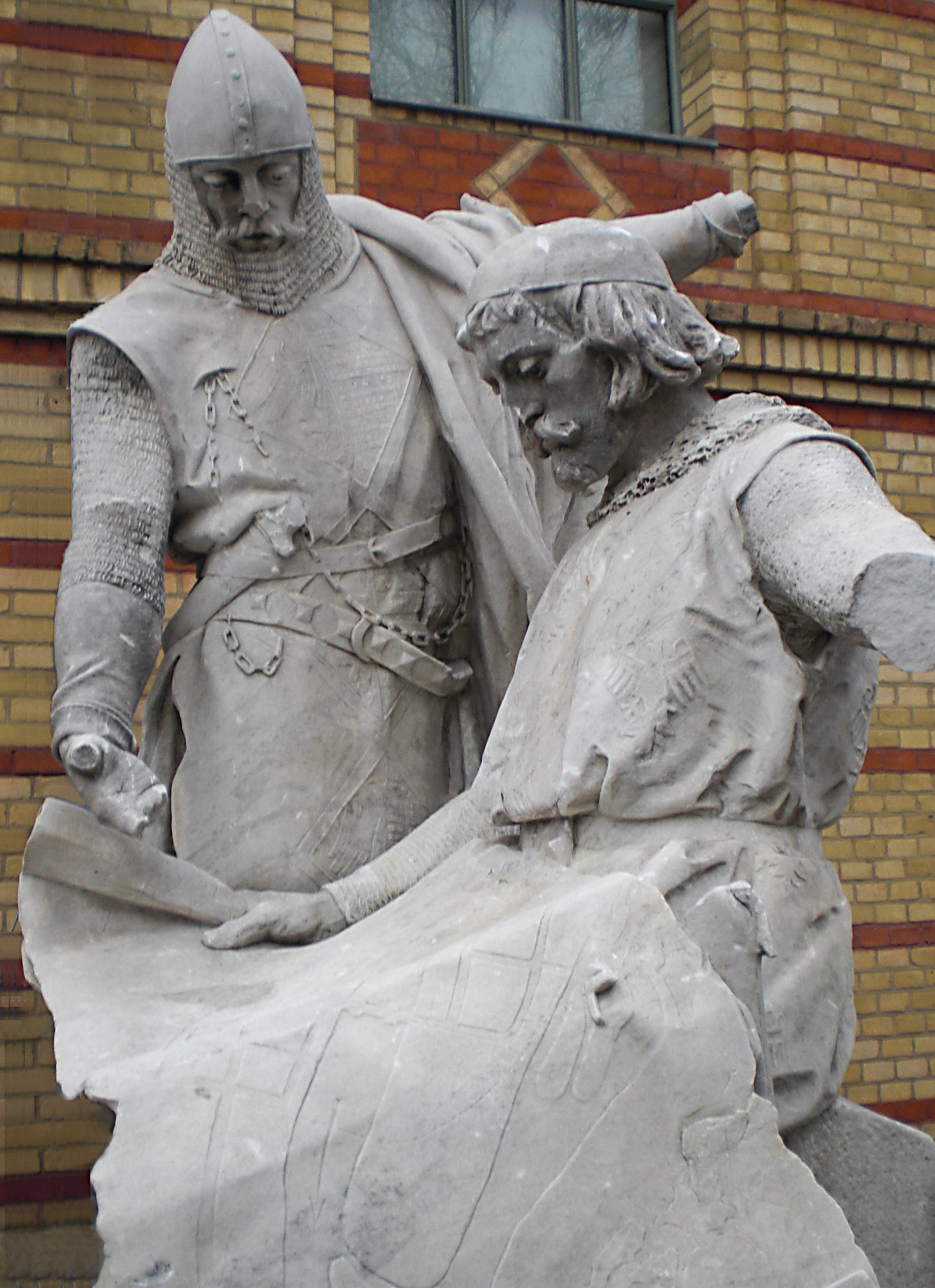
Die „Städtegründer“, symbolisch dargestellt mit dem Stadtplan von Berlin, zurzeit in der Zitadelle Spandau

Otto heiratete 1243 Beatrix (Božena), Tochter König Wenzels I. von Böhmen. Durch die Hochzeit fiel das Gebiet Bautzen/Oberlausitz an Brandenburg. Das Ehepaar stiftete in Bautzen das Franziskaner-Kloster.
Ihre Kinder waren:
- Johann III., „der Prager“ (1244–1268)
- Otto V., der Lange (ca. 1246–1298)[25]
- Albrecht III. (ca. 1250–1300)
- Otto VI., „der Kleine“ (ca. 1255–1303) ⚭ 1279 Hedwig von Habsburg (ca. 1260–1300)
- Kunigunde (?–um 1292)
  1. ⚭ 1264–1269 Herzog Bela von Slawonien (ca. 1243–1269) (Stammliste der Árpáden)
  2. ⚭ 1273 Herzog Walram V. von Limburg (?–1279)
- Mathilde (?–1316) ⚭ 1266 oder erste Hälfte 1267 Herzog Barnim I. von Pommern (um 1218–1278)

## Denkmal, Gedicht

### Doppelstandbild der Brüder in der Berliner Siegesallee
Das abgebildete Doppelstandbild stand in der ehemaligen Siegesallee im Tiergarten in Berlin, dem 1895 von Kaiser Wilhelm II. in Auftrag gegebenen „Prachtboulevard“ mit Denkmälern aus der Geschichte Brandenburgs und Preußens. Unter der Leitung von Reinhold Begas schufen zwischen 1895 und 1901 27 Bildhauer 32 Standbilder der Brandenburger und Preußischen Herrscher von jeweils 2,75 m Höhe. Jedes Standbild wurde flankiert von zwei kleineren Büsten mit der Darstellung von Personen, die im Leben des jeweiligen Herrschers oder für die Geschichte Brandenburgs/Preußens eine wichtige Rolle gespielt hatten.
Bei der Denkmalgruppe 5 waren das die Büsten des Propstes Simeon von Cölln und von Marsilius. Simeon ist am 28. Oktober 1237 gemeinsam mit Johann I. und Bischof Gernand von Brandenburg als Zeuge in der ersten Urkunde Cöllns genannt. Marsilius war der erste nachgewiesene Schultheiß von Cölln und Berlin und für beide Orte zugleich zuständig.
Die Wahl des weltlichen und kirchlichen Vorstehers Berlin-Cöllns als Nebenfiguren unterstreicht die enge Bindung des markgräflichen Brüderpaars an die Stadt Berlin auch in der Geschichtsauffassung von Reinhold Koser, dem historischen Leiter der Siegesallee. Koser betrachtete die Gründung beziehungsweise den Ausbau der späteren Hauptstadt als bedeutendstes Verdienst der Markgrafen und stellte sie über den Landesausbau und die Klostergründung. Daneben beeindruckte ihn die einvernehmliche gemeinsame Regierung der Brüder, wie sie in der Chronik von 1280 dargestellt war. Nach Kosers Vorgabe entschied sich der Bildhauer Max Baumbach dafür, auf die Darstellung der Landgewinnung und der Klosterstiftung zu verzichten und die Gründung Berlins zum zentralen Thema der Doppelstatue zu machen.
Der auf einem Stein sitzende Johann I. hat über seinen Knien eine Karte der Doppelstadt Berlin/Cölln ausgebreitet. Der jüngere Otto III. steht neben ihm und weist mit einem Arm auf den Stadtplan, während der andere Arm auf einem Jagdspieß ruht. „Durch die ausgebreiteten Arme und den gesenkten Kopf Ottos werden Schutz und Förderung der Stadt durch das Brüderpaar suggeriert. Dass die jugendlichen Städtegründer hier als reife Männer dargestellt werden, schien Koser durch das Recht der künstlerischen Freiheit legitimiert.“ Zwei Knabengestalten hätten den Gründungsakt einer späteren Weltstadt aus Sicht der gängigen Geschichtsinterpretation nicht angemessen zum Ausdruck bringen können.
Während die Gesamtarchitektur der Gruppe im romanischen Stil gehalten ist, zeigen die beiden Bankadler laut Uta Lehnert Formen des strengen Jugendstils.

### Gedicht
Der Philosoph, Dichter und Philologe Otto Friedrich Gruppe (1804–1876) verfasste folgende Verse zu den beiden Markgrafen:
| „Johann und Otto von Brandenburg Die Tafeln der Geschichte deckt manch ein blutig Bild, Und wohl steht Mord geschrieben da, wo es Kronen gilt: Des Vaters Scepter fasset mit blut’ger Hand der Sohn, Es stößt den eigenen Bruder der Bruder vom Thron! Ich aber kann dir nennen das glückbegabte Land, Darin mit großen Thaten geherrschet, Hand in Hand, Ein Brüderpaar, ein hohes, an Sinn und Tugend gleich, In rechter Brudertreue sich teilend in das Reich! Du hättest nie vernommen von Otto und Johann? Den Freunden Kaiser Friedrichs, die wehrten seinem Bann? Die tapfer sich gestemmet gegenüber Pfaffengier? Die Städtegründer waren in unsern Landen hier? | Die kühn hinaus gen Morgen gesetzt den deutschen Fuß? Den Oderstrom hinüber getragen deutschen Gruß? Die Saaten hier gesäet für später Zeiten Lauf? Jahrhunderte verflossen, da sprossen recht sie auf! Und die ihr Banner hoben in also stolzer Art, Daß sich der deutsche Adel in Ehren drum geschart, Und daß des Reiches Krone dem Einen ward gebracht – Er aber hatte lieber der eignen Saaten acht.“ |